# Tritirachium dependens
Tritirachium dependens är en svampart som beskrevs av Limber 1940. Tritirachium dependens ingår i släktet Tritirachium, divisionen sporsäcksvampar och riket svampar.   Inga underarter finns listade i Catalogue of Life.